# Asher Angel
Asher Dov Angel, född 6 september 2002 i Phoenix, är en amerikansk skådespelare.
Angel har bland annat medverkat i superhjältefilmerna Shazam! från 2019 och Shazam! Fury of the Gods från 2023 samt Darby and the Dead från 2022. Han har även medverkat i TV-serien Andi Mack (2017-2019).

## Filmografi (i urval)
- 2017–2019 – Andi Mack (TV-serie)
- 2019 – Shazam!
- 2022 – Darby and the Dead
- 2023 – Shazam! Fury of the Gods